# Oskar Böttger
Oskar Böttger (Francoforte, 31 marzo 1844 – Francoforte, 25 settembre 1910) è stato uno zoologo tedesco.
Numerose specie di rettili e anfibi sono state dedicate al suo nome tra cui: Anolis boettgeri (Dactyloidae), Cacosternum boettgeri (Pyxicephalidae), Calumma boettgeri (Chamaeleonidae), Heterixalus boettgeri (Hyperoliidae), Hymenochirus boettgeri (Pipidae), Tarentola boettgeri (Gekkonidae), Testudo hermanni boettgeri (Testudinidae), Xenophrys boettgeri (Megophryidae) e Zonosaurus boettgeri (Gerrhosauridae).
| Boettger è l'abbreviazione standard utilizzata per le specie animali descritte da Oskar Böttger. Categoria:Taxa classificati da Oskar Böttger |